# تنش‌زدایی ارتعاشی
تنش‌زدایی ارتعاشی یا تنش‌گیری ارتعاشی (به انگلیسی: Vibratory Stress Relief، به اختصار: VSR)، یک روش غیر حرارتی کاهش تنش پسماند در قطعاتی است که با استفاده از فرآیندهایی مانند جوشکاری، ماشینکاری، ریخته‌گری، آهنگری، نورد و … ساخته شده و به منظور کاهش تنش‌های پسماند در قطعه و افزایش پایداری ابعادی آن انجام می‌شود.

## تاریخچه
به‌طور تاریخی، اولین روش تنش زدایی از قطعات، روش پیرسازی طبیعی (به انگلیسی: Natural aging) بود. در این روش، قطعات را برای مدت طولانی (گاهی تا چند سال) بدون استفاده رها می‌کردند. اختلاف دمای شب و روز و همچنین اختلاف دما بین فصول مختلف سال، تدریجاً باعث حذف تنش‌های پسماند در قطعات می‌شد. بعدها تنش زدایی حرارتی (به انگلیسی: Thermal Stress Relief، به اختصار: TSR) به منظور تسریع این فرایند ابداع شد. در این روش دمای قطعات را به صورت کنترل شده و با شیب ملایم و معین تا حد مشخصی بالا برده، مدت مشخصی در آن دما نگه داشته و مجدداً به صورت کنترل شده و باشیب ملایم و مشخص دمای آن را پایین می‌آورند. این روش با وجود کاهش قابل توجه در زمان مورد نیاز در مقایسه با روش طبیعی، معایب و محدودیت‌هایی نیز دارد. از جمله:
- هزینه بالای عملیات بخاطر انرژی لازم برای کوره (عمدتاً سوخت‌های فسیلی و در کوره‌های کوچکتر انرژی برق)
- محدودیت ابعاد کوره برای قطعات بزرگ و سنگین
- زمانبر بودن عملیات (تا چند روز)
- هزینه‌های حمل قطعات تا محل کوره و بازگشت به کارگاه جهت ادامه فرایند ساخت
- اکسید شدن سطح قطعات، از بین رفتن پوشش قطعات در مورد قطعات تعمیری
- نداشتن تأثیر مطلوب روی برخی از آلیاژها همچون فولاد زنگ نزن آستنیتی
- محدودیت اعمال روی برخی متریال‌ها همچون فولاد کم کربن استحکام بالا به دلیل تخریب خواص مکانیکی متریال و/یا جوانه زنی ترک در قطعه
- احتمال بروز پیچش و دفرمه شدن قطعات
- کاهش سختی سطحی قطعات
- احتمال بالای تخریب خواص مکانیکی روی قطعاتی که کوئنچ تمپر شده باشند
- احتمال بوجود آمدن تنش‌های پسماند اضافی در مرحله سردکردن، مخصوصاً در مورد قطعات نامتقارن که احتمال کاهش دمای نایکنواخت و بوجود آمدن گرادیان دمایی در قطعه بالاست
- محدودیت در تنش زدایی قطعات ساخته شده از متریال‌های ناهمجنس (به دلیل اختلاف در ضریب انبساط حرارتی مواد مختلف)
- غیرممکن برای برخی متریال‌های غیر فلزی همچون پلاستیک‌ها و سرامیک‌ها

برای رفع این محدودیت‌ها، روش تنش زدایی ارتعاشی پیشنهاد شد. در این روش، با اعمال تنش مکانیکی در اثر ارتعاش، مجموع تنش پسماند داخلی و تنش مکانیکی خارجی از تنش تسلیم قطعه فراتر رفته و باعث کرنش پلاستیک در مقیاس کریستالی در قطعه شده و بر اساس اصل تبدیل تنش به کرنش، تنش پسماند در قطعه کاهش می‌یابد.

## مزایا و معایب
از مزایای این روش در مقایسه با تنش زدایی حرارتی می‌توان به موارد زیر اشاره کرد:
- هزینه بسیار کمتر (از حدود یک دهم برای قطعات سبک تا بیش از یک بیستم برای قطعات سنگین و فوق سنگین)
- تنش زدایی در زمان بسیار کوتاه‌تر (حداکثر چند ساعت)
- تنش‌گیری در محل ساخت، بدون نیاز به انتقال تا کوره و حذف هزینه‌های حمل و نقل
- عدم تخریب سطح یا پوشش قطعات
- عدم تغییر در ساختار کریستالی متریال و عدم تخریب یا تغییر در خواص مکانیکی آن
- عدم تغییر در سختی قطعات
- تقریباً بدون محدودیت در جنس قطعات (موارد استثنا شامل مس و آلیاژهای پر مس، فولادهای نورد سرد شده یا قطعاتی که کار سرد شدید تجربه کرده‌اند)
- قابل اجرا بدون نیاز به دمونتاژ کردن قطعات جانبی مثل بیرینگ، کاسه نمد و … در مورد قطعات تعمیری

در کنار این مزایا، میزان تأثیر گذاری تنش زدایی ارتعاشی در مقایسه با تنش زدایی حرارتی همواره محل بحث بوده و تحقیقات دانشگاهی و صنعتی زیادی در این زمینه انجام شده‌است. نکته اساسی در این مقایسه، میزان مهارت و دانش اپراتور عملیات تنش زدایی ارتعاشی است. تنش زدایی حرارتی بر اساس گراف‌های دمایی از قبل تعیین شده انجام شده و تقریباً کاملاً اتوماتیک و بدون دخالت آنچنانی اپراتور انجام می‌شوند. در این شرایط نتیجه عملیات تنها به تجهیزات و توان آن در یکنواخت و پایدار نگه داشتن دما در کل قطعه در طول عملیات بستگی خواهد داشت. در مقابل، میزان تأثیرگذاری تنش زدایی ارتعاشی، علاوه بر تجهیزات، کاملاً به دانش و مهارت اپراتور در انتخاب پارامترهای مؤثر بر فرایند و همچنین نحوه قضاوت وی در مورد پایان عملیات تنش زدایی بستگی دارد. مروری بر تحقیقات انجام شده در زمینه میزان کارایی VSR نشان می‌دهد تنش زدایی ارتعاشی در صورتی که عملیات با تجهیزات استاندارد و توسط اپراتور صلاحیت دار انجام شود، می‌تواند تا ۸۵ الی ۹۰ درصد معادل تنش زدایی حرارتی کارایی داشته باشد. تصمیم‌گیری در مورد انتخاب روش تنش زدایی با طراح قطعه و صاحب فناوری است. اگر طراح قطعه استفاده از تنش زدایی ارتعاشی را مجاز بداند، می‌توان از این روش استفاده کرده و از مزایای آن بهره برد. در صورتی که مدارک ساخت قطعه در این زمینه سکوت کرده باشد یا به هر دلیل بررسی امکان جایگزینی تنش زدایی حرارتی با ارتعاشی مد نظر باشد، می‌بایست عملیات روی یک نمونه بصورت آزمایشی انجام شده و نتایج آن بررسی گردد. در صورت کافی بودن اثر بخشی، می‌توان تنش زدایی حرارتی را با تنش زدایی ارتعاشی جایگزین نمود.